# Stéréotype
Pour les articles homonymes, voir Stéréotype (homonymie).
 (mai 2012).
 (octobre 2010).
Si vous disposez d'ouvrages ou d'articles de référence ou si vous connaissez des sites web de qualité traitant du thème abordé ici, merci de compléter l'article en donnant les références utiles à sa vérifiabilité et en les liant à la section « Notes et références ».

Stéréotype du méchant en bande dessinée dans la continuité des méchants de films muets.

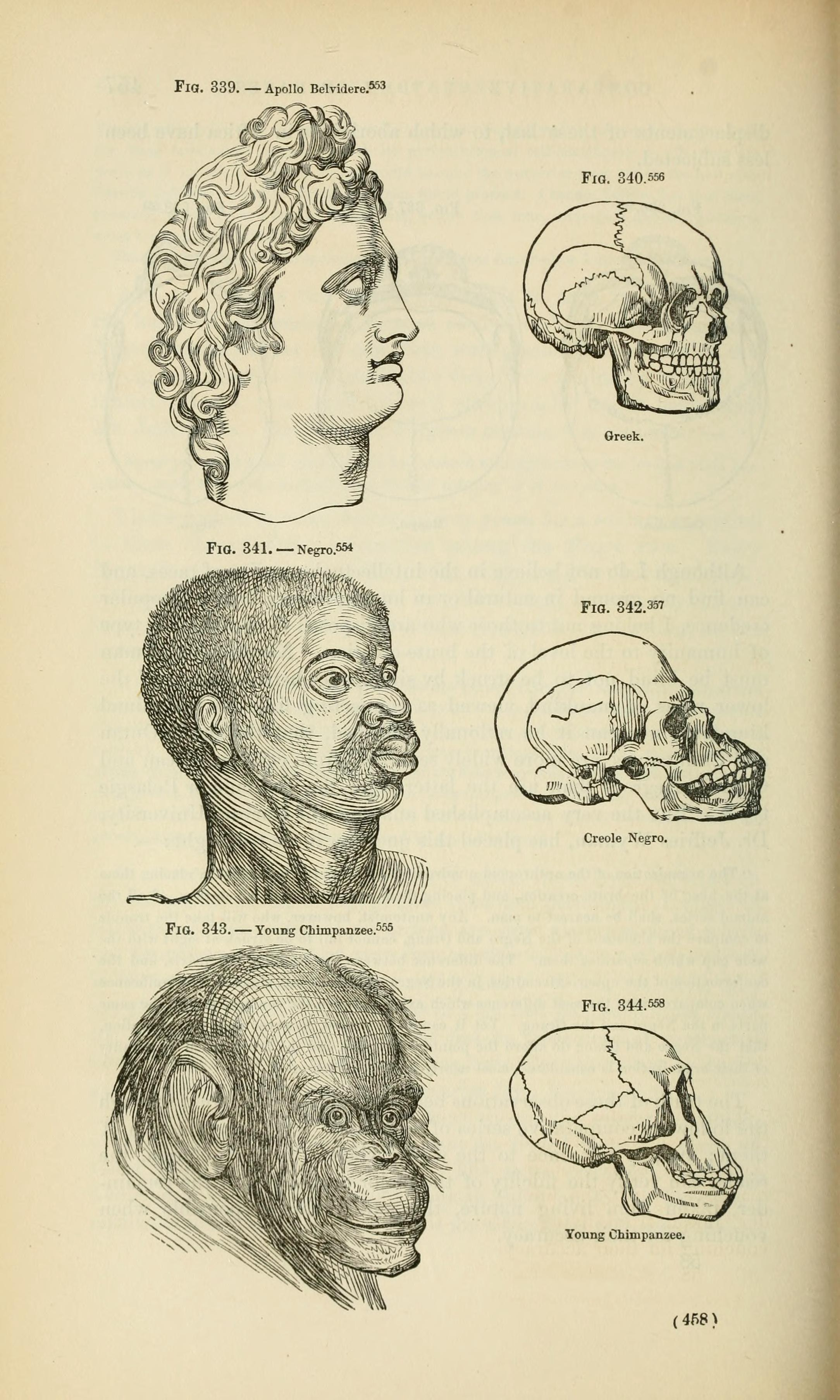
Dessins illustrant l'« Indigenous races of the earth » (1857) de Josiah C. Nott et George Gliddon.

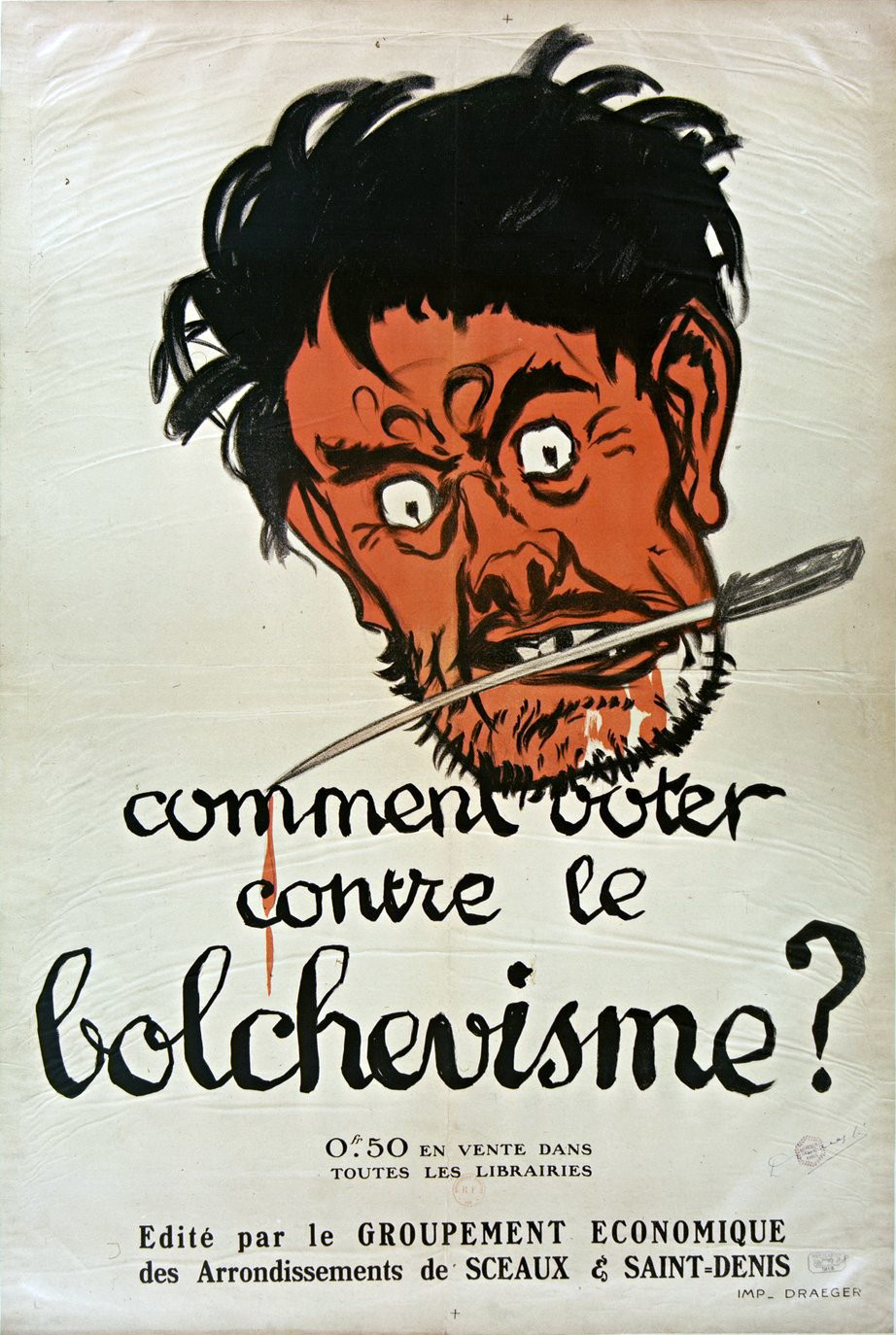
L'« Homme au couteau entre les dents » est un fameux stéréotype d'Européen de l'Est barbare, d'abord bolchevik, ensuite nationaliste et antisémite, mais toujours violent et forcément indigne de partager les valeurs de l'Europe occidentale.

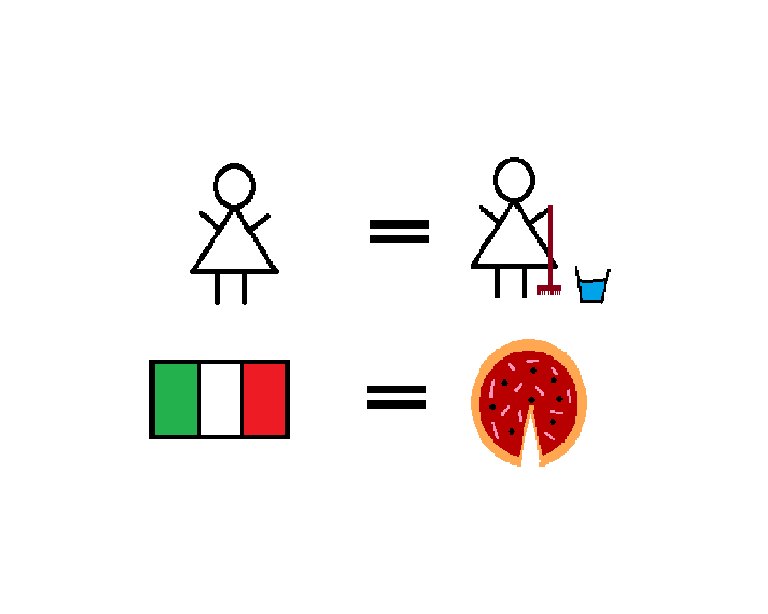
Exemples de stéréotypes concernant les femmes et les Italiens.

Stéréotype du savant fou.

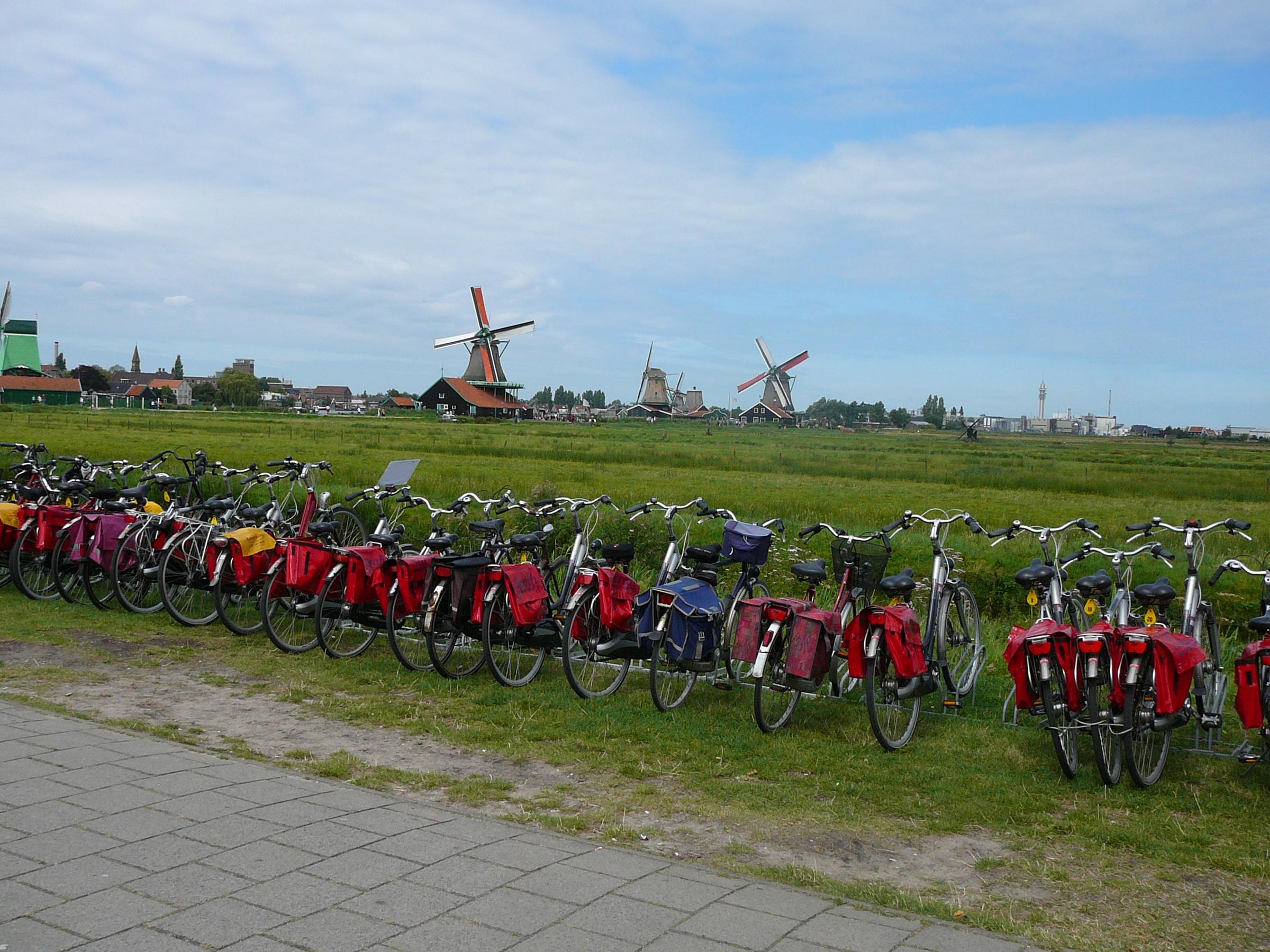
Stéréotype fondé, sur les Pays-Bas : des moulins et des vélos.

En sciences humaines, un stéréotype est l'image habituellement admise et véhiculée d'un sujet dans un cadre de référence donné ; cette image peut être négative, positive ou autre, mais elle est souvent caricaturale.
Terme utilisé initialement en typographie, il est introduit dans les sciences sociales par le journaliste Walter Lippmann dans son ouvrage Public Opinion (en) publié en 1922.

## Psychologie

### Définition et caractéristiques
En psychologie sociale, un stéréotype est :
- une croyance qu’une personne entretient au sujet des caractéristiques des membres d’un exogroupe ;
- une généralisation touchant un groupe de personnes et les différenciant des autres. Les stéréotypes peuvent être généralisés à l’excès, être inexacts et résister à l’information nouvelle.

Les stéréotypes sont souvent véhiculés dans le cadre des phobies et de préjugés qu'ils maintiennent et alimentent : les microbes sont pathogènes, les insectes sont nuisibles et non-comestibles, les scientifiques sont des déséquilibrés, les Italiens mangent des macaronis, les Grecs sont fourbes, les Écossais sont avares, les Juifs sont riches et vénaux, les Russes sont ivrognes et imperméables à la démocratie, les musulmans sont des terroristes, les Chinois trop prolifiques, les étrangers des parasites, les sportifs ne sont pas très intelligents, les hommes ont plus de besoins sexuels que les femmes, les hommes sont tous des machos et ne sont pas capables de faire plusieurs choses en même temps, les femmes conduisent mal, sont dangereuses en voiture et n’ont aucun sens de l’orientation, les blondes sont stupides, les brunes ont du caractère, les roux ont des défauts génétiques, les noirs sentent plus fort que les blancs, etc..
Selon Jacques-Philippe Leyens, les stéréotypes se définissent comme des « théories implicites de personnalité que partage l'ensemble des membres d'un groupe à propos de l'ensemble des membres d'un autre groupe ou du sien propre ». Le contenu des stéréotypes est composé des croyances concernant les caractéristiques des membres d'un exogroupe, croyances qui sont généralisées à tous les membres de ce groupe. Les stéréotypes, qui ne sont pas nécessairement négatifs, ont pour fonction de rendre plus compréhensible et prévisible l'environnement complexe dans lequel on vit. Lorsque ce groupe humain constitue une ethnie ou est jugé en constituer une, on parle d'ethnotype.
Les « autostéréotypes » sont les croyances que nous entretenons envers les membres de notre propre groupe d'appartenance : ainsi, les anthropologues du XIXe siècle qui catégorisaient les groupes humains, classaient toujours parmi les groupes « supérieurs » celui dont ils étaient eux-mêmes issus. Grâce à leurs aspects cognitifs, les stéréotypes s'avèrent très utiles puisqu'ils aident à mettre de l'ordre et de la cohérence dans notre univers social, qui autrement serait passablement chaotique.
Les stéréotypes peuvent contenir des croyances à la fois positives et négatives au sujet de caractéristiques de divers groupes sociaux. Les stéréotypes deviennent problématiques lorsqu'ils sont inexacts et qu'ils résistent au changement, même quand des informations les contredisent. De plus, l’usage des stéréotypes mène souvent à des jugements erronés, car trop réducteurs.

### Formation et effets des stéréotypes
Lors du processus de catégorisation, les individus filtrent l'immense quantité d'informations qui leur parviennent de leur environnement et simplifient le traitement de celles-ci en ignorant certaines dissemblances et en exagérant les ressemblances entre les stimuli. Quand le processus de catégorisation s'applique aux humains, il s'agit alors de catégorisation sociale et ce processus influe systématiquement sur les impressions qui naissent en nous. Il s'avère que les aspects cognitifs de stéréotypes découlent directement du processus fondamental de catégorisation sociale.
La cognition humaine se réalise par les informations imposées et répétées, qui finissent par acquérir une certaine valeur auprès du public : on admet que le lieu commun a sans doute une part de vérité. Ce constat vaut particulièrement pour les jugements portés sur les habitants d'un pays étranger.
L'une des conséquences de la catégorisation sociale est que nous accentuons les différences entre les personnes appartenant à des groupes distincts et que nous minimisons les différences entre les membres d'un même groupe. De façon générale, nous avons plus tendance à minimiser les différences individuelles entre les membres de l'exogroupe qu'entre les membres de notre propre groupe. Ce phénomène de l'homogénéisation de groupe, appliqué à l'exogroupe, nous amène à percevoir qu'« eux » sont tous pareils, alors que « nous » sommes très différents les uns des autres. Cette homogénéisation de l'exogroupe, qui est la base des stéréotypes, nous permet de faire l'économie de jugements complexes sur chacun des innombrables individus que nous côtoyons quotidiennement.
Autre phénomène intéressant en relation avec les stéréotypes est que, si un stéréotype s'avère infirmé par des expériences de vie, on peut tout de même conserver ce stéréotype et classer l'événement se situant en contradiction dans une nouvelle catégorie ou un nouveau sous-groupe. Par exemple, l'idée que toutes les femmes aiment être invitées au restaurant peut être contredite si, à une ou plusieurs reprises, une femme insiste pour payer elle-même. Afin de conserver le stéréotype selon lequel « les femmes aiment se faire inviter au resto », les femmes qui insistent pour payer vont être classées dans une sous-catégorie de « femmes féministes ».
La catégorisation n'est pas en tant que telle un préjugé. Mais la catégorisation sert de fondement au préjugé.

### Prophétie autoréalisatrice
Également connue sous le nom d'effet Pygmalion, la prophétie autoréalisatrice insiste sur le fait selon lequel l'objet des stéréotypes va développer les compétences ou les caractéristiques se rapportant au stéréotype. Plusieurs explications ont été avancées, la plus vraisemblable étant la nature de l'interaction produite : dès lors que le stéréotype est intégré, la personne qui le possède va agir conformément à ce stéréotype, ce qui peut entraîner l'adaptation à ce stéréotype par la personne ou le groupe visé. Par exemple, le stéréotype d'agression entraîne un comportement de méfiance ou de peur qui peut accentuer en retour la possibilité d'agression. Un stéréotype favorable a le même effet : ainsi, Rosenthal et Jacobson montraient en 1968 que des professeurs préjugeant du bon potentiel de certains élèves amenaient, par leur comportement plus attentionné, ces élèves à accroître leurs compétences scolaires. Des expériences similaires montrent des résultats semblables, avec un groupe d'étudiants chez lesquels on crée de tels stéréotypes positifs à propos de rats : les rats aléatoirement désignés comme performants le deviennent effectivement, de par le comportement plus attentionné des étudiants.
Pour analyser les fonctions spécifiques des préjugés et stéréotypes dans les communications entre groupes, on peut distinguer trois types de représentations : les représentations induites, les représentations justificatrices et les représentations anticipatrices. Les représentations induites sont le reflet de relations passées ou présentes entre les groupes. Les représentations justificatrices interviennent a posteriori afin de justifier le pouvoir exercé par un groupe sur un autre, par le biais d'images dévalorisantes du groupe soumis. Les représentations anticipatrices interviennent a priori, afin de préparer les actions qu'un groupe souhaite exercer sur un autre.
Selon Allport, il existe un noyau de vérité – « kernel of truth » – à la racine des préjugés sociaux, que l'expérience viendrait confirmer ou infirmer de manière non aléatoire. De là apparaît ce qui est appelé en psychologie le biais cognitif et qui fonctionne par confirmation des a priori de manière subjective. Le préjugé car le mot est trompeur ne se base donc pas exclusivement sur des « a priori », mais également à partir du retour de l'expérience du pensant sur ces derniers dont nous venons d'indiquer qu'il (le pensant) peut être faussé lors de sa réflexion personnelle par des biais de confirmation cognitif et ou nourrir ce qui est défini comme noyau de vérité au sein même du préjugé. Autrement dit, un préjugé peut se voir infirmer ou confirmer par l'expérience, et certains préjugés voire stéréotypes sont des constructions empiriques dont l'induction amène de fait a une généralisation tangible et vérifiable.

### Menace du stéréotype
La menace du stéréotype est le sentiment qu'a un individu de pouvoir être jugé à travers un stéréotype négatif visant son groupe, ou la crainte de faire quelque chose qui pourrait confirmer ce stéréotype. Dès lors, cette menace provoque une diminution des performances de cet individu, dans un domaine où il est impliqué personnellement.
Selon Dyer, le mot « stéréotype » est « toujours un terme abusif » et un « processus de catégorisation justifiant une société à travers des clichés, des modèles et des typifications ».
Pour Berg, qui s'inspire de l’approche développée par Lippmann, « par extension, les stéréotypes identifient, justifient et encouragent les principales croyances ». Vue comme un outil de l'idéologie dominante, « la création et la perpétuation des stéréotypes dans les films et les médias maintient le statu quo en représentant les groupes dominants comme naturellement appelés à diriger, et les groupes marginaux comme privés de droits à juste titre ».

## Sociologie
En sociologie, le stéréotype – on parle aussi de « prénotion » – prend la forme d'une opinion généralisée et concerne, le plus souvent, un type d'individus, un groupe ou une classe sociale.
Le stéréotype joue pour certains un rôle d'accréditation en leur permettant de s'octroyer, d'après leur statut social, des qualités qu'ils ne peuvent justifier aisément. Par là-même, le stéréotype permet de se mettre en valeur par rapport à un groupe dont le stéréotype se voit attribuer des défauts complémentaires aux qualités revendiquées par les premiers.
Les stéréotypes les plus « puissants » sont ceux répandus par les médias sur les masses. Très souvent, ils concernent des individus d'autres classes sociales, origines ou peuples que celle dont se revendique le média concerné. Ces concepts rudimentaires, sommeillants, enfouis dans beaucoup d'esprits peuvent soudainement resurgir dans un contexte de tension et catalyser l'agitation collective en l'amplifiant. L'ensemble structuré mais inconscient de stéréotypes généralement répandus est appelé « doxa ».

### Stéréotypes de genre
Les stéréotypes de genre sont structurants à la fois pour la société et l'individu, mais expliquent aussi le maintien de situations inégalitaires ou discriminantes envers les femmes et envers les hommes qui ne se conforment pas aux attentes que l'on a d'eux : en raison de leurs choix professionnels, de leur orientation sexuelle, ou dans le milieu de la prostitution, etc. La psychologue Virginia Valian explique ces stéréotypes par différentes causes cognitives liées au psychisme ou à l'inconscient collectif.
Quelques exemples de ces stéréotypes : les femmes sont plus émotives que les hommes, plus fragiles, voire d'une grande instabilité nerveuse. Dans la mesure où l'on perçoit les femmes comme plus faibles physiquement et psychologiquement que les hommes, elles sont tenues à l'écart des métiers les plus pénibles et les plus dangereux. Les hommes justifient une participation plus faible aux tâches ménagères par différents arguments (schémas sexués hérités, manque de formation et manque de temps parce que les hommes travaillent plus).
On peut relever les traits adjectifs souvent cités dans la littérature concernant les stéréotypes positifs et négatifs. Masculins positifs : confiant, sûr de lui, courageux, aventureux, rationnel, analytique, fort, compétent, responsable, ambitieux. Masculins négatifs : agressif, impatient, arrogant, égoïste, autoritaire. Féminins positifs : patiente, douce, aimante, affectueuse, intuitive, imaginative, sentimentale. Féminins négatifs : inconstante, vulnérable, docile, soumise, émotionnelle. Ces traits masculins stéréotypés sont davantage assimilés aux qualités de prestige, d'indépendance, de confiance en soi et de responsabilité, et les traits féminins à l'affectif, la communication, les sentiments. Différentes études suggèrent ainsi que « les qualités d'intelligence, de confiance en soi et de responsabilité sont reliées dans la conscience collective au prestige et à un statut social élevé, ce qui expliquerait que les hommes occupent l'essentiel des positions hiérarchiques alors que les femmes ont des fonctions professionnelles associées aux soins des autres (postes médicaux), aux relations sociales (presse, relations publiques, réceptionnistes) et à l'éducation des enfants ».
Dans le contexte de la lecture chez les enfants, les garçons obtiennent des résultats aussi bons que ceux des filles lorsque la consigne est présentée différemment.

## Stéréotype et cadre de référence
Le stéréotype d’un sujet, reposant sur la réputation qu'il véhicule, est indissociable du point de vue qu’adopte un groupe donné sur ce sujet. Ainsi, selon le groupe considéré, le stéréotype d'un même sujet varie, parfois d'un extrême à l'autre.
Par exemple, s'il est considéré par un groupe de féministes, le stéréotype du macho sera bien différent de celui considéré par un groupe de motards Hells Angels et vice versa. Le stéréotype dépend donc toujours d'un cadre de référence commun, partagé et adopté sous vérification, par un groupe d'individus. Dans un groupe où les individus partagent un cadre de référence identique ou proche, la communication est simplifiée et aisée, le risque de mésentente ou d'interprétation erronée est faible puisque tous adoptent un point de vue similaire. La propagation d'images stéréotypées est donc très rapide au sein d'un groupe, ce qui fait que les stéréotypes s'y imprègnent en profondeur. Cette notion de fédération autour d'une idée a de tout temps été utilisée par les acteurs politiques, sur un espace territorial défini. Ainsi, concernant l'Europe actuelle, un député pourra promouvoir une chose dans son pays et une autre presque incompatible dans le cadre de l'Union.
Une fois digérés, les stéréotypes deviennent partie intégrante du cadre de référence concerné, suivi naturellement par la transmission quasiment inéluctable par l’éducation et par voie de conséquence, par un ancrage durable des stéréotypes au cadre de référence.

## Stéréotypes véhiculés par les médias sociaux
Les réseaux sociaux (Instagram, TikTok, YouTube, Twitter, etc.) font désormais partie intégrante de la vie quotidienne et façonnent la perception des individus sur la société. L’un des effets les plus marquants de ces plateformes est la diffusion et la normalisation des stéréotypes, notamment en ce qui concerne le genre, l’apparence physique et le statut social. Les algorithmes des réseaux sociaux, en mettant en avant les contenus les plus populaires, renforcent souvent ces représentations stéréotypées. Les créateurs de contenu, qu’ils en soient conscients ou non, jouent également un rôle dans cette dynamique en reproduisant des normes existantes. Plusieurs études ont montré que ces stéréotypes peuvent avoir un impact négatif sur l’estime de soi et la perception des autres, en particulier chez les jeunes publics.

### Propagation des stéréotypes sur les médias sociaux
Instagram, TikTok et YouTube s’appuient sur des mécanismes de sélection qui privilégient les contenus générant le plus d’interactions, comme les "J’aime", partages et commentaires. Selon  , ces systèmes privilégient les publications qui confirment des représentations dominantes, au détriment de la diversité. Les contenus véhiculant des clichés (sur le genre, l’apparence, etc.) sont ainsi amplifiés, car ils suscitent souvent plus de réactions. Les influenceurs jouent également un rôle majeur dans cette diffusion des normes sociales, en promouvant des modes de vie et des idéaux tels que la "femme parfaite" ou l’"homme fort et indépendant" qui finissent par être perçus comme des références. Par exemple, la valorisation d’une "silhouette idéale" ou d’un style de vie luxueux sur Instagram peut renforcer la pression sociale ressentie par de nombreux utilisateurs. Par ailleurs, on constate un effet de groupe accentué par le biais de confirmation, phénomène qui conduit les internautes à suivre des personnes partageant leurs opinions ou leurs intérêts. Cette dynamique limite l’exposition à des perspectives différentes et consolide certains stéréotypes. Plus un contenu est partagé dans un groupe homogène, plus il gagne en légitimité, contribuant à la perpétuation des clichés.

### Les principaux stéréotypes véhiculés et l'impact sur les utilisateurs
Les réseaux sociaux mettent souvent en avant des images de femmes hyper-sexualisées et des représentations masculines valorisant la réussite et la force. Selon , l'exposition répétée à des rôles sociaux genrés dès l'enfance influence la perception de ce qui est « acceptable » ou « désirable » pour chaque sexe. Par ailleurs, Instagram et TikTok regorgent d’images de corps « parfaits » et de modes de vie luxueux, et la société canadienne de pédiatrie note que cette surexposition peut entraîner une baisse d'estime de soi et favoriser des troubles psychologiques (anxiété, dépression), surtout chez les jeunes.
De plus, l'étude de Fiske (2018), portant sur la théorie du contenu des stéréotypes, met en évidence deux dimensions clés pour comprendre la perception des groupes sociaux : "la chaleur (bienveillance, sympathie) et la compétence (aptitude, efficacité)". Dans le contexte des médias sociaux, cette approche explique pourquoi certains groupes, jugés « peu chaleureux » ou « peu compétents », se trouvent davantage stigmatisés, c'est-à-dire coller une étiquette négative sur une personne ou un groupe, en les associant à des caractéristiques jugées mauvaises ou inférieures. Les algorithmes amplifient souvent ces biais en valorisant les contenus qui suscitent le plus de réactions, renforçant ainsi la propagation de stéréotypes négatifs et la discrimination à l’égard de certains groupes.

### Stratégies pour limiter l’impact des stéréotypes
Des stratégies pour atténuer l’influence des stéréotypes véhiculés par les médias sociaux ont été étudiées dans plusieurs travaux. D’abord, l’étude de la Société canadienne de pédiatrie souligne que le développement d’un regard critique et la limitation de l’exposition à des contenus fortement stéréotypés peuvent aider les utilisateurs, surtout les adolescents, à préserver leur estime de soi et à réduire la pression sociale. Dans la même optique,recommandent une éducation aux médias plus poussée, incluant la reconnaissance des images retouchées et des discours discriminatoires, pour améliorer la conscience des biais et encourager une consommation de contenus plus variés(morphologique, culturelle, etc.). Par ailleurs,insistent sur l’importance de réguler les contenus en ligne, par exemple en signalant les publications qui perpétuent des clichés négatifs ou en ajustant les programmes informatiques qui favorisent la viralité de ces stéréotypes. Les influenceurs et les plateformes peuvent également promouvoir des profils plus diversifiés pour lutter contre les normes dominantes. Enfin, même si ces mesures sont jugées indispensables pour limiter la propagation des stéréotypes, les habitudes de consultation et la pression des pairs peuvent dissuader certains utilisateurs de remettre en question les contenus qu’ils consomment.

### Conclusion
En somme, l’influence des stéréotypes véhiculés par les médias sociaux est palpable dans la construction des rôles sociaux, l’apparence physique et la perception de soi comme d’autrui. Les algorithmes et le biais de confirmation contribuent à perpétuer ces clichés, tandis que la surexposition à des normes inatteignables peut affecter la santé mentale des utilisateurs. Pour limiter ces effets, il est essentiel de développer un regard critique, de promouvoir la diversité et de mettre en place des politiques de modération adaptées.
Reference 
1. ↑  Marcel Grandière, Michel Molin (dir.), Le stéréotype, outil de régulations sociales, Presses universitaires de Rennes, 2015, p. 9
2. ↑  Guy Bechtel, Délires racistes et savants fous, éditions Pocket, coll. « Agora », 2006 ; James M. O'Neil, , Male Sex Role Conflicts, Sexism, and Masculinity: Psychological Implications for Men, Women, and the Counseling Psychologist The Counseling Psychologist n° 9 (2): p. 61–80, 1983, DOI:10.1177/001100008100900213 ; Pierre-André Taguieff, La Force du préjugé. Essai sur le racisme et ses doubles, Paris, La Découverte, « Armillaire », 1988 ; rééd., Paris, Gallimard, « Tel », 1990  (ISBN 2-07-071977-4) et Le Racisme : un exposé pour comprendre, un essai pour réfléchir, Paris, Flammarion, «Dominos», 1997  (ISBN 2-08-035456-6).
3. ↑  Leyens 2006, p. 67
4. ↑  Hamilton et Trolier, 1986.
5. ↑  Cesare Lombroso, Nouvelles recherches de psychiatrie et d'anthropologie criminelle, Paris, Félix Alcan, coll. «Bibliothèque de philosophie contemporaine», 1892
6. ↑  Fiske et Taylor, 1991.
7. ↑  Henri Tajfel, 1981.
8. ↑  Grandière et Molin, 2003, p. 229.
9. ↑  Willem Doise, Jean-Claude Deschamps et Meyer, 1978.
10. ↑  Jean-François Staszak, « Les prophéties réalisatrices », Sciences Humaines, no 94,‎ mai 1999 (lire en ligne )
11. ↑  (en) Robert Rosenthal et Lenore Jacobson, « Teacher expectation for the disadvantaged », dans Scientific American, 1968, vol. 218, n° 4.
12. ↑  W. Doise, 1979.
13. ↑  Gordon W. Allport, 1954.
14. ↑  (en) Claude M. Steele et Joshua Aronson, « Stereotype Threat and the Intellectual Test Performance of African Americans », Journal of Personality and Social Psychology, vol. 69, no 5,‎ 1995, p. 797-811 (ISSN 0022-3514)
15. ↑  « Always a term of abuse » : Dyer, 1999, paragr. 1.
16. ↑  « Ordering process » [for] « make sense of the society through generalities, patternings and typifications » : Dyer, 1999, paragr. 4, p. 245-251.
17. ↑  Berg, 1990, p. 292.
18. ↑  Berg, 1990, p. 286-300.
19. ↑  Marie Duru-Bellat, « À l’école du genre », Enfance et Psy,‎ 2016, p. 90-100 (lire en ligne )
20. ↑  (en) Virginia Valian, Why So Slow ? The Advancement of Women, MIT Press, 1999, 424 p..
21. ↑  P. Gaborit, 2009, p. 30.
22. ↑  (en) J.E. Williams et D.L. Best, « Sex stéréotypes and Trait Favorability on the Adjective Check List », Educational and Psychological Measurement, no 37,‎ 1977, p. 108
23. ↑  (en) T. L. Ruble, R. Cohen et D. N. Ruble, « Sex stereotypes: occupational barriers for women », American Behavioral Scientist, no 27,‎ 1984, p. 339-356.
24. ↑  P. Gaborit, 2009, p. 20.
25. ↑  John B. Nezlek, Pascale Colé, Sylvain Max, Isabelle Régner, Pascal Pansu, Pascal Huguet, « Des garçons aussi bons que les filles en lecture, c’est possible ! », sur Libération, 10 septembre 2017 (consulté le 19 janvier 2018).
26. ↑  La fédération pangermanique de Bismarck s'est faite dans le cadre de la fabrication d'une hostilité commune envers une nation à l'Ouest et une autre à l'Est, pour supprimer les problèmes historiques entre des groupes différents (religion, etc.) du Nord et du Sud de l'actuelle Allemagne.
27. 1 2 3 4  (en) Fabrizio Santoniccolo, Tommaso Trombetta, Maria Noemi Paradiso et Luca Rollè, « Gender and Media Representations: A Review of the Literature on Gender Stereotypes, Objectification and Sexualization », International Journal of Environmental Research and Public Health, vol. 20, no 10,‎ janvier 2023, p. 5770 (ISSN 1660-4601, PMID 37239498, PMCID PMC10218532, DOI 10.3390/ijerph20105770, lire en ligne, consulté le 10 mars 2025)
28. 1 2 3  (en) Susan T. Fiske, « Stereotype Content: Warmth and Competence Endure », Current Directions in Psychological Science, vol. 27, no 2,‎ 1er avril 2018, p. 67–73 (ISSN 0963-7214, PMID 29755213, PMCID PMC5945217, DOI 10.1177/0963721417738825, lire en ligne, consulté le 10 mars 2025)
29. ↑  Société canadienne de pédiatrie, « Les répercussions de l’usage des médias sur les enfants et les adolescents », 8 juin 2003
30. ↑  L. Monique Ward et Petal Grower, « Media and the Development of Gender Role Stereotypes », Annual Review of Developmental Psychology, vol. 2, no Volume 2, 2020,‎ 15 décembre 2020, p. 177–199 (ISSN 2640-7922, DOI 10.1146/annurev-devpsych-051120-010630, lire en ligne, consulté le 10 mars 2025)
31. ↑  L. Monique Ward et Petal Grower, « Media and the Development of Gender Role Stereotypes », Annual Review of Developmental Psychology, vol. 2, no Volume 2, 2020,‎ 15 décembre 2020, p. 177–199 (ISSN 2640-7922, DOI 10.1146/annurev-devpsych-051120-010630, lire en ligne, consulté le 10 mars 2025)
32. ↑  Société Canadienne de pédiatrie, « Les répercussions de l’usage des médias sur les enfants et les adolescents », 3 juin 2003 (consulté le 3 juin 2003)
33. ↑  L. Monique Ward et Petal Grower, « Media and the Development of Gender Role Stereotypes », Annual Review of Developmental Psychology, vol. 2, no Volume 2, 2020,‎ 15 décembre 2020, p. 177–199 (ISSN 2640-7922, DOI 10.1146/annurev-devpsych-051120-010630, lire en ligne, consulté le 10 mars 2025)
34. ↑  L. Monique Ward et Petal Grower, « Media and the Development of Gender Role Stereotypes », Annual Review of Developmental Psychology, vol. 2, no Volume 2, 2020,‎ 15 décembre 2020, p. 177–199 (ISSN 2640-7922, DOI 10.1146/annurev-devpsych-051120-010630, lire en ligne, consulté le 10 mars 2025)